# Верхове (Калузька область)
Верхове (рос. Верховое) — присілок в Ферзиковському районі Калузької області Російської Федерації.
Населення становить 19 осіб. Входить до складу муніципального утворення Октябрська сільрада.

## Історія
Від 2004 року входить до складу муніципального утворення Октябрська сільрада

## Населення
| 2002 | 2010 | 2011 |
| ---- | ---- | ---- |
| 12   | ↗25  | ↘19  |